# Bento Nascimento
Bento Nascimento (Itajaí, 11 de novembro de 1962 — Itajaí, 28 de novembro de 1993) foi um poeta brasileiro, um dos mais importantes poetas catarinenses contemporâneos. É patrono da cadeira 1 da Academia Itajaiense de Letras.
É autor das obras fumando pedra e Bento Nascimento - aos vivos, ambas póstumas. Em vida publicou apenas Celacanto, em 1989, em parceria com Antonio Carlos Floriano.

## Biografia
Estreou com o livro "Celacanto", em 1989, em companhia de outro poeta, o professor itajaiense Antônio Carlos Floriano, sua única publicação de livro em vida. Segundo o próprio Bento, o livro foi publicado como coletânea da obra dos dois poetas por motivos econômicos, tendo que, ambos, arcarem com o seu custo. Esta publicação, saída de um movimento marginal em uma cidade sem tradição literária, provocou um verdadeiro "boom" na poesia local, tendo vendido 2.000 cópias e sendo esgotada, influenciando o aparecimento de outros poetas na região.
Tendo sido uma espécie de beatnik com uma pitada de punk, mordaz, irônico e de impulsos incontroláveis, sua morte incomum parece estar de acordo com a sua vida: caiu de uma pickup a 500m de sua casa.
Atualmente,o poeta é citado em estudos de universidades e é objeto de diversas homenagens em Itajaí, que o considera o nome mais ilustre da poesia naquela cidade.
Seus poemas circularam em vários fanzines fotocopiados no sul do Brasil na década de 1990, incluindo as cidades de Porto Alegre, Florianópolis e Curitiba.

## A poética
Em seus poemas de uma paradoxal "simplicidade ousada", expondo uma estética ao natural à moda de Manuel Bandeira, o poeta usa, no entanto, em alguns momentos, algumas estruturas sintáticas somente verificáveis na oralidade cotidiana, bem como expressões e neologismos circulantes nos meios em que conviveu.
Com uma visão profundamente piedosa, ao mesmo tempo que irônica, em relação à condição humana de si próprio e do outro, seus poemas, na intenção de retratar esta condição pelas mínimas coisas da existência, despudorados e podendo parecer chocantes para alguns leitores, não dispensam mesmo as imagens asquerosas e as referências explícitas à relação sexual.

## Obras
- Celacanto (1989);
- Loucos de Pedra (Ed. Iluminuras - 2001, obra póstuma);
- Bento Nascimento - Aos vivos (2007, obra póstuma).